# 8528-as mellékút (Magyarország)
A 8528-as számú mellékút egy közel 12 kilométer hosszú, négy számjegyű mellékút Győr-Moson-Sopron vármegye területén; Rábcakapitól vezet Lébény központjáig; Tárnokréti község egyedüli megközelítési útvonala.

## Nyomvonala
Rábcakapi központjában ágazik ki a 8509-es útból, nem sokkal annak a 10. kilométere előtt, északkelet felé. Fő utca néven indul, de alig 400 méter után kilép a belterületről, másfél kilométer megtételét követően pedig, Rábcakapi, Győrsövényház és Tárnokréti hármashatára közelében át is lép ez utóbbi település határai közé. Nagyjából a 2+500-as és a 3+500-as kilométerszelvényei között halad végig e falu belterületén, közben a központban kiágazik belőle a 85 102-es számú mellékút, amely a belterület délkeleti széléig vezet. 3,6 kilométer után átszeli a Rábca folyását, majd a 4+550-es kilométerszelvénye táján belép Lébény területére.
A 8. kilométere táján elhalad Bormászpuszta külterületi településrész mellett; a kisváros belterületének északi szélét nagyjából 10,5 kilométer után éri el. Ott előbb a Tárnokréti utca, majd egy közel derékszögű irányváltást követően a Fő út nevet veszi fel. Így ér véget a település központjában, beletorkollva a 8417-es útba, annak 32+100-as kilométerszelvénye táján; ugyanott ér véget, az ellenkező irányból betorkollva az Öttevénytől idáig húzódó 8501-es út is.
Teljes hossza, az országos közutak térképes nyilvántartását szolgáló kira.gov.hu adatbázisa szerint 11,730 kilométer.

## Települések az út mentén
- Rábcakapi
- Tárnokréti
- Lébény